# Catasigerpes tridens
Catasigerpes tridens är en bönsyrseart som beskrevs av Henri Saussure 1872. Catasigerpes tridens ingår i släktet Catasigerpes och familjen Hymenopodidae. Inga underarter finns listade i Catalogue of Life.